# Tagwerk (Torf)
Tagwerk war ein deutsches Maß bei der Gewinnung von Torf.
Der ausgestochene Torf wurde zum Trocknen in Schlagen gesetzt. Jeder Schlag war vier Stock lang und ein Stock breit (ein Stock entspricht dabei etwa 2,51 Meter). Acht dieser Schläge waren ein Tagewerk. Für Schlag, die Stapelung zum Trocknen, wurden auch die Begriffe Deich, Teich und Dyk verwendet, da der Stapelquerschnitt dem eines Deiches ähnelte. Andere Stapelformen waren die Klote (mauerartig im Quadrat), die Stücke, Ringe und Bülte (bienenkorbartig).
Sieben Klem  hoch und dreizehn bis vierzehn Klem  breit – die Länge betrug zwölf Stock – war das Vollwerk. Der Stock wurde mit acht Fuß (rheinländ.) gerechnet. Je nach gestapelter Menge gab es das Halbwerk, Dreiviertelwerk und beim Fehlen von drei Vierteln das Vierteltagwerk.
- 1 Tagwerk = 2048 Quadratfuß = 8192 Torfe/Soden
  - 1 Quadratfuß = 4 Torfe

Das Tagwerk war vom Torfort abhängig und wurde Pütte/Pütt genannt.
- sogen. Grünlandtorf: 1 Pütte = 4 Fuß hoch, 6 Fuß breit, 4 Fuß tief
- Hochmoor: 1 Pütte = 9 bis 10 Fuß breit, 5 Fuß tief, 6 Stock lang